# Bathophilus
Bathophilus is een geslacht van straalvinnige vissen uit de familie van Stomiidae.

## Soorten
- Bathophilus abarbatus Barnett & Gibbs, 1968
- Bathophilus altipinnis Beebe, 1933
- Bathophilus ater (Brauer, 1902)
- Bathophilus brevis Regan & Trewavas, 1930
- Bathophilus digitatus (Welsh, 1923)
- Bathophilus filifer (Garman, 1899)
- Bathophilus flemingi Aron & McCrery, 1958
- Bathophilus indicus (Brauer, 1902)
- Bathophilus irregularis Norman, 1930
- Bathophilus kingi Barnett & Gibbs, 1968
- Bathophilus longipinnis (Pappenheim, 1912)
- Bathophilus nigerrimus Giglioli, 1882
- Bathophilus pawneei Parr, 1927
- Bathophilus proximus Regan & Trewavas, 1930
- Bathophilus schizochirus Regan & Trewavas, 1930
- Bathophilus vaillanti (Zugmayer, 1911)